# Scientismus
Scientismus (z lat. scientia – vědění) je obvykle pejorativní označení směrů myšlení, které skutečně či domněle nadřazují přírodní vědu nad ostatní druhy myšlení a hodnocení a které usilují rozšířit oblast použití přírodovědného přístupu i do oblastí, které podle přesvědčení mluvčího nejsou pro tuto metodologii dostupné či vhodné. Dalším pociťovaným rysem směrů označovaných jako scientistické je přílišný optimismus ohledně výsledků aplikace vědy a techniky, tedy nadměrná víra ve vědeckotechnický pokrok a moc poznání.
Americký filozof Gregory R. Peterson analyzoval zmínky o scientismu v dílech současných myslitelů a odhalil dvě hlavní použití tohoto pojmu:
1. Používá se pro kritiku totalizujícího pojetí vědy, podle něhož je věda schopna popsat veškerou skutečnost a zachytit veškeré poznání, anebo podle něhož je věda jedinou správnou cestou jak získat poznání skutečnosti a pravé povahy věcí.
2. Také se používá pro kritiku překračování hranic, při němž teorie a metody jedné (vědecké) disciplíny jsou nepřiměřeným způsobem aplikovány na jinou (vědeckou nebo mimo-vědeckou) disciplínu a její oblast působení. Příkladem tohoto druhého použití je to, když se za scientismus označují pokusy prohlásit vědu za jediný či hlavní zdroj lidských hodnot (tradiční oblast etiky) nebo za zdroj smyslu a účelu (tradiční oblast náboženství a příbuzných světonázorů).